# Merche Esmeralda
Merche Esmeralda (Mercedes Rodríguez Gamero) (Sevilla, 1947) es una bailaora flamenca de España.

## Biografía
Siendo una niña se inicia en el cante y en el baile en la academia sevillana de Adelita Domingo. Tras su debut en Galas Juveniles de Sevilla, se profesionaliza como bailarina en espectáculos de baile clásico español. Al mismo tiempo, se estrena como bailaora en los tablaos El Duende de Madrid y El Guajiro de Sevilla. Con dieciséis años es bailaora solista en un festival en el que causa sensación al arrancarse a cantarle Antonio Mairena. A partir de entonces, pasa por todos los festivales flamencos andaluces, mientras hace temporadas en los tablaos Las Brujas de Madrid, en donde trabajó durante varias temporadas, y Los Gallos de Sevilla. No tardan en aparecer los galardones. En 1968 obtiene el Premio Nacional de Baile en el Concurso Nacional de Arte Flamenco de Córdoba. Graba entonces sus primeros programas de televisión y hace sus primeras giras internacionales. En 1970 recibe el Premio a la Popularidad, otorgado por el diario Pueblo. Amplia sus estudios con grandes maestros de danza española, hasta que en 1973 obtiene el título de profesora de danza. Ha actuado en teatros de Roma, París, Estrasburgo, Lyon, Tokio, Osaka, Marruecos, etc. Posee galardones como la Cátedra de Flamencología de Jerez de la Frontera, y el título de profesora de baile en las modalidades de flamenco, clásico español, escuela bolera y bailes regionales. El bailarín Antonio dijo de ella "es la bailarina de movimientos más perfectos de cuantas existen".
Dama de la Orden Jonda y Catedrático de Flamencología en Jerez, Merche Esmeralda actúa, entre 1974 y 1980, como atracción en Las Brujas, Café de Chinitas, La Venta del Gato y Los Canasteros, combinando las temporadas en estos tablaos madrileños con la docencia, colaboraciones, giras y televisión. Ya desde entonces ejerce como profesora en todo el mundo. Realiza una gira por Japón en 1978, año en el que participa como artista y presentadora en el programa de televisión Horas Doradas, coproducido entre España y Canadá. Ha intervenido en los programas de RTVE "300 millones", "Flamenco, "Directísimo", entre otros. Al año siguiente lleva a cabo una gira por Europa con su propio espectáculo, en el que figuraban los bailaores Eduardo Serrano El Güito, Manolete y El Veneno. A su vuelta ingresa en el Ballet Nacional de España, requerida por Antonio Ruiz Soler, entonces director de la compañía, donde protagoniza El Amor Brujo y toda la parte flamenca del repertorio hasta 1982. Tras un paréntesis con varios trabajos, como Mariana Pineda de Televisión Española y Cumbre Flamenca, vuelve en 1986 al Ballet Nacional, protagonizando montajes como Medea, Soleá o Los Tarantos. Trabajó en 1980 con el bailarín Antonio del Castillo, a lo que siguió una gira por Jordania, dos meses con "Los Canasteros", de Madrid, y una gira por México. 
Funda en 1989 el Ballet de Murcia, destacando entre sus creaciones El cielo protector, obra de teatro-danza que dirige y protagoniza junto a Joaquín Cortés y Antonio Márquez. A las giras con la compañía, le sigue su intervención en la Exposición Universal de Sevilla en 1992, el mismo año en el que participa en la película Sevillanas de Carlos Saura. En 1993 fue estrella invitada en el espectáculo Cibayí, junto a Joaquín Cortés y Joaquín Grilo. Al año siguiente, participa en la Bienal de Sevilla. En 1995 hace una gira con Antonio Canales, que culmina en el Thêátre Champs Elysées de París. 
Interviene en la película Flamenco de Carlos Saura y Alma gitana de Chus Gutiérrez. También funda la Escuela Merche Esmeralda en un año que cierra bailando en el Teatro de la Zarzuela ante los Reyes de España y los emperadores de Japón. En 1996 refunda su propia compañía con el espectáculo Mujeres, con Sara Baras y Eva Yerbabuena como invitadas. A partir de entonces combina su labor como directiva de la Asociación de Escuelas de Danza (ACADE), con la enseñanza y el baile. En 1998 protagoniza, junto al actor Carlos Ballesteros, el espectáculo Todas las primaveras, basado en poemas de Antonio Gala. En 1999 crea la coreografía e interpreta una versión de Bodas de Sangre de Lorca, trabajo por el que es nominada para los Premios Max. Presenta su Método Flamenco de Cinco Años, que plantea un diploma de bailaor o bailaora, promovido por ACADE y homologado por la Universidad Alfonso X El Sabio. 
Estrena su espectáculo Ciclos en la XX Muestra de Danza de Valladolid, obra que se presenta en mayo de 2000 en el Festival de Jerez. Al frente de su compañía, interviene en el ciclo Flamenco viene del Sur, en el Teatro Central de Sevilla y Teatro Alhambra de Granada. El Día Internacional de la Danza celebrado en el Teatro Albéniz, el programa Sevilla es Feria de Televisión Española, la II Gala de la Danza Española y el Flamenco del Teatro Real de Madrid y la XI Bienal de Flamenco de Sevilla cuentan con su arte.
Tras un paréntesis, vuelve a los escenarios en 2006 formando parte de la Gala de Andalucía de Flamenco Festival USA y Flamenco Festival London, junto a Manolo Marín, Javier Barón, Rafael Campallo y Adela Campallo, gala que también se presenta ese año en el Festival de Jerez, donde forma parte de su prestigioso claustro de profesores.
En 2007 recibió el premio Compás del Cante, otorgado por la Fundación Cruz Campo.
En 2008 el Festival de Madrid le otorgó el galardón Calle de Alcalá y en 2011 se le concedió la Medalla de Oro al Mérito en las Bellas Artes.

## Filmografía como actriz
- Sevillanas, de Carlos Saura (1992).
- Flamenco, de Carlos Saura (1995).
- Alma gitana, de Chus Gutiérrez (1995).